# 2017年巴黎警察枪击案
2017年4月20日，一名持AK-47步枪的凶徒在法国巴黎香榭丽舍大街一家购物中心枪击三名警察，造成一人死亡，另两人受伤，伤者包括一名受伤严重的女游客。凶徒随后被击毙。阿马克新闻社宣布伊斯兰国为事件负责。针对袭击的反恐调查已开展。
次日，袭击者被认定为有犯罪记录的法国公民卡里姆·谢菲尔。此前，他因枪擊两名警察被判入狱十二年。警方称他们从他身上找到一张为伊斯兰国辩护且写有警察局地址的字条。由于袭击案适逢该国大选，媒体报道称事件可能会影响大选选情。

## 背景
自2015年11月巴黎袭击事件過後，加上2017年法国总统选举即將进行第一轮投票，法国处于高度戒备状态。此前的袭击事件中都有警察和士兵遇袭，其中一名警察在香榭丽舍大街遇害，该谋杀案是有组织的犯罪。事发两天前，马赛有两名男子据称涉嫌策劃恐怖袭击被捕。

## 枪击案
当晚21时许，一名男子将小货车停在一名警察身旁。他迅速下车，掏出AK-47步枪开枪射击，之后钻进车中，把车停在玛莎百货附近。三名警察受伤，其中一人伤重不治。当时地铁富兰克林·D·罗斯福站有警察值守。最初的报道称有两名警察遇害。后来枪手徒步逃离现场，沿途开枪扫射，最终被前来增援的警察击毙。一名身份不明的女游客被“枪击造成的碎片”弄伤。
大街被封闭，平民迅速撤离。巴黎警方发布推文警告人们远离事发地，之后又发推文表示“警察正在控制局面”。调查人员起先表示事件可能與一宗搶劫案有關，但后来啟动反恐调查。警方从枪手小货车后备箱发现一把泵动式霰弹枪、后备弹药、两把厨房小刀和剪刀。阿马克新闻社宣布伊斯兰国对袭击负责。

### 遇难者
37岁的警察格扎维埃·朱热勒（Xavier Jugele）头部中两枪，当场遇难。2015年巴塔克兰剧院屠杀案中，他是增援警察之一，曾帮助幸存者从剧院中撤离。其中一名幸存下来的警察伤势严重，但情况转好。

## 嫌疑人
案发时，法国国内情报部门对内安全总局雷达检测到袭击者。他在2001年留有暴力抢劫和枪击的犯罪记录，当时他枪伤两名拉扯他的警察，其中一名警察是在查问他时抓住他的枪被他伤的。2003年，他犯下抢劫未遂罪，被判处监禁20年，但后来减刑至15年，于2015年10月获释。2月，他因威胁警察被拘留，但因证据缺乏获释。警方也没有发现任何种族主义证据，因此，他未被列入恐怖分子观察名单。他在巴黎东部塞纳-马恩省谢利的家遭搜查。
阿马克新闻社声称枪手是伊斯兰国战士，化名阿布·优素福-贝勒吉基（Abu Yusuf al-Beljiki）。声明还透露袭击者是比利时人。新闻报道认为声明发表时间“非常迅速”。后来法国警方断定袭击者是39岁的卡里姆·谢菲尔（Karim Cheurfi），1977年生于利夫里-加尔冈，现居谢利。法国检察官表示，被毙后，他的衣袋掉出一张写着捍卫伊斯兰国的字条。他们还表示，他带着警察局的地址。CNN报道称，调查行动消息人员透露警方早在2017年3月，警方便得知他试图和伊斯兰国份子取得联系，于是展开反恐调查。
前律师表示，谢菲尔“非常孤僻”，“心灵容易受挫”，精神病还治好。他补充称，他从不谈论宗教，一般都是讲“玩游戏的日子过得很充实”。案发前，谢菲尔去了阿尔及利亚，说是要结婚。此举违反了假释规定，后来他被当局询问，尽管法官决定不撤销他的缓刑。
谢菲尔的身份确认后，他的三位家人于4月21日凌晨在谢利被捕。然而，调查人员认为谢菲尔受伊斯兰国启发单独行动，并不一定是他们的成员。
案发后，当局对一名从比利时乘坐列车来到法国的男子发出第二位嫌疑人的逮捕令。法国消息人士表示，比利时警方表示，案发后该名男子在他律师陪同下前来投案自首，他们认为他和袭击案有关。然而，男子否认他和袭击案有任何联系，声称他星期四晚上在安特卫普工作。后来他跟案件的联系被洗消，转而供认一起毒品案。

## 后续
总统弗朗索瓦·奥朗德呼吁在香榭丽舍大道召开紧急安全会议，之后他发表声明表示法国警方怀疑枪击案是一起恐怖袭击。
案发三天后便是法国总统选举首轮投票，三位候选人提前取消竞选活动，“表示尊重”，中间偏右候选人弗朗索瓦·菲永敦促其他候选人采取同样做法。此举遭到其他候选人的指责，当中极左派候选人让-吕克·梅朗雄称不应该因暴力事件中断选举进程。由于袭击当天，11位候选人全部出席电视辩论，有人担忧极端分子希望影响到选举基调。有鉴于巴黎的恐怖活动和高级的安全戒备，《卫报》指出袭击可能给国民阵线党魁玛丽娜·勒庞和菲永等右翼候选人提供“弹药”，其中勒庞认为考虑将强化边境安全、驱逐激进外国人列入她的发言提纲。
枪击案过后，美国总统唐纳德·特朗普向法国人民表示慰问，他表示：“我们必须强硬，必须时刻警惕。”他后来在Twitter表示他坚信此次袭击会给法国总统选举带来“大影响”。
安格拉·默克尔和英国政府等各国领导人发表声明回应枪击案。